# DOKURO -毒狼-
『DOKURO -毒狼-』（どくろ）は、猿渡哲也による日本の漫画作品。『ビジネスジャンプ』（集英社）にて連載された。単行本は全4巻。『ビジネスジャンプ』2001年23号に掲載された読み切り作品「毒狼＜青春地獄変＞」の連載版。

## 登場人物
キクチタケオ
「毒狼（どくろ）」のコードネームを持つ、本作の主人公。
かつては涅槃創生会保安局粛殺班に属する暗殺者であった。超人的な身体能力を有し、脱会後に教団関係者を次々と手にかける。幼少期に母親に焼身自殺の道連れにされ、背中にその際に負った狼のようなケロイドを持つ。
漢字でどのように表記するのかは不明。
金平愛一郎（かねひら あいいちろう）
宗教法人「涅槃創生会」会長。表の顔は慈悲深い宗教家であるが、その正体は宗教法人を隠れ蓑とし、善人から金を騙し取る悪徳宗教家。父はヤクザで、母は売春婦。
シン
タケオの協力者である若い女性。涅槃創生会の暗殺者まで把握しており銃撃戦もこなすがその正体は不明。
菊池貫（きくち かん）
タケオの実兄で警察官。涅槃創生会に家庭を壊されたことから涅槃創生会に深い憎悪を抱き、国家権力を背に涅槃創生会を壊滅させるための糸口を探る。
無道（むどう）
涅槃創生会粛殺班所属。タケオと同じ特別養成施設の出身。
金平麗美（かねひら れいみ）
金平愛一郎の一人娘で、無道の婚約者。生来の全盲であり、囚われたタケオから角膜の移植手術を受ける予定であった。
川嶋純太（かわしま じゅんた）
関東特別医療更生収容所（カンコウ）の看守長。かつて涅槃創生会特別養成施設の教官でもあった。元警察官。

## 既刊一覧
ヤングジャンプコミックスBJ 全4巻
1. DOKURO:1［キクチタケオ］ ISBN 4-08-876788-8
2. DOKURO:2［死の向こう側］ ISBN 4-08-876829-9
3. DOKURO:3［異能者］ ISBN 4-08-876859-0
4. DOKURO:4［哀しみは終わらない］ ISBN 4-08-877002-1